# 唐朝宰相
宰相是中国唐朝一段时期授予一批高級官員的一项半正式官名（此列表也包括武则天年间的宰相，尽管武则天称自己治下的政权为“周”）。

## 起源
据《新唐书》编者欧阳修所述，唐朝沿袭前朝隋朝体系。隋朝开国皇帝隋文帝将政府分为五个部门：尚书省；门下省；内史省；秘书省；内侍省，后被隋炀帝改名殿内省。隋文帝年间，尚书省被认为是最重要的，让最受尊敬的官员如高颎、杨素、苏威在不同的时期任尚书省长官，尚书省总有两个长官即尚书仆射，通常被视为宰相。欧阳修还称，门下省和内史省的长官也被认为是宰相。

## 唐朝重组

### 早期历史
唐朝开国皇帝唐高祖最初很大程度沿袭包括五省在内的隋制，但他为尚书省设立了唯一的长官尚书令，由皇次子李世民（即后来的唐太宗）担任。武德九年（626年），李世民成为皇帝，部属无人敢担任尚书令，尚书令一职空缺。此后，尚书省由两位副长官尚书仆射领导大约当时，可能在唐太宗命令下，多宰相的制度被正式化，以尚书省、门下省、中书省（改名自内史省）长官被认为宰相。因门下、中书两省经常有不止一个长官，宰相并不必是四个。唐太宗末期，他开始授特定的并非一省长官的高官参預朝政等官名，指为宰相。貞觀十七年（643年），他修订官名，将其正式化为同中书门下三品，因中书省长官中书令和门下省长官侍中都是三品。这些宰相被柏杨称为“实质宰相”。

### 名号变更
终唐一朝，门下省、中书省被数次改名，同中书门下三品也相应被数次改名（如唐玄宗年间，中书省、门下省分别短期改称紫微省、黄门省，实质宰相就被称作同紫微黄门三品）。唐高宗永淳元年（682年）又设立了一个次等但权力与前者相同的官名，最初称同中书门下平章事，被柏杨称为“第二级宰相”。安史之乱后，实质宰相衔虽未被官方废止，却也不再使用，最后一个得此衔的是至德二年（757年）—乾元元年（758年）间的李麟；而二级宰相衔却变得很普遍，在唐朝的余年里都得到使用。神龙元年（705年），尚书仆射不再被视为宰相，除非被授实质宰相衔。从初唐直到唐睿宗景龙四年（710年），参預朝政一职的变体继续出现，如参知机务、参掌机密、参知政事、参谋政事，柏杨称之为“第三级宰相”。

### 职能
宰相们定期在政事堂相聚，政事堂最初在门下省。永淳二年（683年）侍中裴炎改任中书令后，政事堂移到中书省。玄宗开元年间，张说为相，又改政事堂为中书门下，为双关语。又列吏房、枢机房、兵房、户房、刑礼房于中书门下后。唐肃宗年间，宰相们开始轮流休假，确保至少一个宰相总能当值；当表文被上奏给皇帝时，署所有宰相之名，无论是否当值。中书门下也被改回政事堂。

## 唐朝宰相列表
此列表包括武则天的周朝，尽管这是否被认为唐朝的一部分是有争议的。此列表不包括被授予荣衔的地方管理者即使相。僭位者李煴和李𥙿手下的宰相也列入，但僭位者李承宏手下的宰相不列入，因李承宏虽被记载有多名宰相，却只有于可封、霍环见于史料，且其确切职务也无载。

### 尚书省长官
尚书省的名称变化：
- 尚书省（618年－662年）
- 中台（662年－670年）
- 尚书省（670年－684年）
- 文昌台（684年）
- 文昌都省（684年－685年）
- 文昌都台（685年－703年）
- 中台（703年－705年）
- 尚书省（705年－907年）

相应地，尚书省长官于618年至705年被视为宰相，在这段时期官职如下：
- 尚书令（618年－626年）
- 尚书仆射（618年－662年）
- 匡政（662年－670年）
- 尚书仆射（670年－684年）
- 文昌相（684年－705年）
- 尚书仆射（705年－713年）
- 丞相（713年－742年）
- 尚书仆射（742年－907年）

担任尚书省长官（包括唐高祖年间仅是尚书省副长官的尚书仆射）的有：
| 姓名       | 始任官职                   | 籍贯     | 在职时间     | 前职                                                                                       | 去向/备注                              |
| 高祖朝     |                            |          |              |                                                                                            |                                        |
| 李世民     | 尚书令                     | 陇西成纪 | 618年－626年 | 京兆尹                                                                                     | 为天策上将兼司徒                       |
| 裴寂       | 尚书右仆射知政事           | 蒲州桑泉 | 618年－629年 | 相国长史                                                                                   | 为司空                                 |
| 萧瑀       | 尚书右仆射                 | 常州武进 | 623年－626年 | 中书令                                                                                     | 坐事免                                 |
| 萧瑀       | 尚书左仆射                 | 常州武进 | 627年        | 太子少师                                                                                   | 罢                                     |
| 太宗朝     |                            |          |              |                                                                                            |                                        |
| 封德彝     | 尚书右仆射                 | 德州蓨县 | 626年－627年 | 中书令                                                                                     | 薨                                     |
| 长孙无忌   | 尚书右仆射                 | 河南洛阳 | 627年－628年 | 吏部尚书                                                                                   | 罢                                     |
| 房玄龄     | 尚书左仆射                 | 齐州临淄 | 629年－642年 | 中书令兼太子詹事                                                                           | 为司空                                 |
| 杜如晦     | 尚书右仆射                 | 京兆杜陵 | 629年        | 检校侍中摄吏部尚书总监东宫兵马事                                                           | 罢                                     |
| 李靖       | 尚书右仆射                 | 京兆三原 | 630年－634年 | 定襄道行军大总管                                                                           | 罢为特进                               |
| 温彦博     | 尚书右仆射                 | 并州祁县 | 636年－637年 | 中书令                                                                                     | 薨                                     |
| 高士廉     | 尚书右仆射                 | 德州蓨县 | 638年－643年 | 吏部尚书                                                                                   | 为开府仪同三司同中书门下三品、平章政事 |
| 高宗朝     |                            |          |              |                                                                                            |                                        |
| 李勣       | 尚书左仆射同中书门下三品   | 曹州离狐 | 649年－650年 | 开府仪同三司同中书门下参掌机密                                                             | 罢仆射                                 |
| 张行成     | 尚书右仆射同中书门下三品   | 定州义丰 | 651年－653年 | 侍中                                                                                       | 薨                                     |
| 于志宁     | 尚书左仆射同中书门下三品   | 京兆高陵 | 651年－659年 | 侍中                                                                                       | 为太子太师、同中书门下三品             |
| 褚遂良     | 尚书左仆射同中书门下三品   | 杭州钱塘 | 653年－655年 | 吏部尚书、同中书门下三品                                                                   | 贬为潭州都督                           |
| 刘仁轨     | 尚书左仆射                 | 汴州尉氏 | 675年－681年 | 鸡林道行军大总管                                                                           | 为太子少傅、同中书门下三品             |
| 刘仁轨     | 尚书左仆射、京师留守       | 汴州尉氏 | 683年－685年 | 京师副留守                                                                                 | 薨                                     |
| 戴至德     | 尚书右仆射                 | 相州安阳 | 675年－679年 | 户部尚书、同东西台三品                                                                     | 薨                                     |
| 睿宗朝     |                            |          |              |                                                                                            |                                        |
| 苏良嗣     | 守文昌左相同中书门下三品   | 京兆武功 | 686年－690年 | 守纳言                                                                                     | 薨                                     |
| 韦待价     | 守文昌右相同中书门下三品   | 京兆万年 | 686年－689年 | 燕然道行军大总管                                                                           | 为安息道行军总管                       |
| 则天朝     |                            |          |              |                                                                                            |                                        |
| 武承嗣     | 文昌左相同凤阁鸾台三品     | 并州文水 | 690年－692年 | 纳言                                                                                       | 罢为特进                               |
| 岑长倩     | 文昌右相同凤阁鸾台三品     | 邓州棘阳 | 690年－691年 | 内史                                                                                       | 被武则天所杀                           |
| 豆卢钦望   | 文昌右相同凤阁鸾台三品     | 京兆万年 | 697年－698年 | 太子宫尹                                                                                   | 罢为太子宾客                           |
| 豆卢钦望   | 文昌右相同凤阁鸾台三品     | 京兆万年 | 699年－700年 | 太子宫尹                                                                                   | 罢为太子宾客                           |
| 豆卢钦望   | 尚书右仆射同平章事         | 京兆万年 | 705年－706年 | 特进                                                                                       | 为开府仪同三司平章军国重事             |
| 王及善     | 文昌左相同凤阁鸾台三品     | 洺州邯郸 | 699年        | 内史                                                                                       | 薨                                     |
| 中宗复辟朝 |                            |          |              |                                                                                            |                                        |
| 唐休璟     | 尚书左仆射同平章事         | 京兆始平 | 705年－706年 | 辅国大将军、同中书门下三品                                                                 | 致仕                                   |
| 魏元忠     | 尚书右仆射兼中书令知兵部事 | 宋州宋城 | 706年－707年 | 中书令                                                                                     | 以特进致仕                             |
| 睿宗复辟朝 |                            |          |              |                                                                                            |                                        |
| 宋王李成器 | 尚书左仆射                 | 陇西成纪 | 710年        | 司徒兼扬州大都督左卫大将军                                                                 | 为司空                                 |
| 代宗朝     |                            |          |              |                                                                                            |                                        |
| 雍王李     | 尚书令                     | 陇西成纪 | 763年－764年 | 天下兵马元帅兼中书令                                                                       | 为皇太子                               |
| 郭子仪     | 尚书令                     | 华州郑县 | 764年        | 司徒兼中书令、河东副元帅、河中节度观察使、河中尹、灵州大都督、单于镇北大都护、朔方节度大使 | 辞                                     |
| 李茂贞     | 守尚书令兼侍中             | 深州博野 | 901年－903年 | 检校太尉、凤翔彰义节度使、同平章事                                                         | 辞                                     |

705年后，尚书省长官不被视为宰相，除非得到宰相头衔。

### 内史省长官
内史省的名称变化：
- 内史省（618年－620年）
- 中书省（620年－662年）
- 西台（662年－671年）
- 中书省（671年－684年）
- 凤阁（684年－705年）
- 中书省（705年－713年）
- 紫微省（713年－717年）
- 中书省（717年－907年）

相应地，内史省长官在这些时期官职如下：
- 内史令（618年－620年）
- 中书令（620年－662年）
- 右相（662年－671年）
- 中书令（671年－684年）
- 内史（684年－705年）
- 中书令（705年－713年）
- 紫微令（713年－717年）
- 中书令（717年－742年）
- 右相（742年－757年）
- 中书令（757年－907年）

担任内史省长官的有：
| 姓名       | 始任官职                                           | 籍贯     | 在职时间     | 前职                                                                 | 去向/备注                                              |
| 高祖朝     |                                                    |          |              |                                                                      |                                                        |
| 萧瑀       | 内史令                                             | 见上     | 618年－623年 | 隋民部尚书                                                           | 为尚书右仆射                                           |
| 窦威       | 内史令                                             | 岐州平陆 | 618年        | 相国司录参军                                                         | 薨                                                     |
| 封德彝     | 兼中书令                                           | 见上     | 620年－626年 | 中书侍郎                                                             | 为尚书右仆射                                           |
| 杨恭仁     | 兼中书令                                           | 华州华阴 | 623年－626年 | 遥领纳言、凉州都督                                                   | 罢                                                     |
| 秦王李世民 | 中书令（加官）                                     | 见上     | 625年－626年 | 太尉、司徒、尚书令、天策上将、领左右十二卫大将军、陕东道大行台尚书令 | 为皇太子                                               |
| 太宗朝     |                                                    |          |              |                                                                      |                                                        |
| 房玄龄     | 中书令                                             | 见上     | 626年－629年 | 太子左庶子                                                           | 为尚书左仆射                                           |
| 宇文士及   | 中书令                                             | 京兆长安 | 626年－627年 | 检校侍中兼太子詹事                                                   | 罢为殿中监                                             |
| 李靖       | 检校中书令                                         | 见上     | 628年        | 刑部尚书                                                             | 为关内道行军大总管                                     |
| 温彦博     | 中书令                                             | 见上     | 630年－636年 | 御史大夫                                                             | 为尚书右仆射                                           |
| 杨师道     | 中书令                                             | 华州华阴 | 639年－643年 | 侍中、参豫朝政                                                       | 罢为吏部尚书                                           |
| 杨师道     | 吏部尚书摄中书令                                   | 华州华阴 | 645年        | 吏部尚书                                                             | 贬为工部尚书                                           |
| 岑文本     | 中书令                                             | 邓州棘阳 | 644年－645年 | 中书侍郎、专典机密                                                   | 薨                                                     |
| 马周       | 守中书令                                           | 博州茌平 | 644年－648年 | 中书侍郎                                                             | 薨                                                     |
| 长孙无忌   | 司徒、检校中书令、知尚书门下三省事                 | 见上     | 648年－649年 | 司徒摄侍中                                                           | 为太尉                                                 |
| 褚遂良     | 中书令                                             | 见上     | 648年－650年 | 黄门侍郎、参豫朝政                                                   | 贬为同州刺史                                           |
| 高宗朝     |                                                    |          |              |                                                                      |                                                        |
| 高季辅     | 兼中书令                                           | 德州蓨县 | 649年－651年 | 检校刑部尚书                                                         | 为侍中                                                 |
| 柳奭       | 守中书令                                           | 蒲州解县 | 652年－654年 | 中书侍郎、同中书门下三品                                             | 罢为吏部尚书                                           |
| 来济       | 中书令                                             | 扬州江都 | 655年－657年 | 守中书侍郎、同中书门下三品                                           | 贬为台州刺史                                           |
| 崔敦礼     | 中书令                                             | 京兆咸阳 | 655年－656年 | 侍中                                                                 | 为太子少师、同中书门下三品                             |
| 李义府     | 兼中书令、兼检校御史大夫、太子宾客                 | 瀛州饶阳 | 657年－658年 | 守中书侍郎、参知政事                                                 | 贬为普州刺史                                           |
| 李义府     | 右相                                               | 瀛州饶阳 | 663年        | 兼吏部尚书、同中书门下三品                                           | 流放嶲州                                               |
| 杜正伦     | 兼中书令                                           | 相州洹水 | 657年－658年 | 黄门侍郎、同中书门下三品                                             | 贬为横州刺史                                           |
| 许敬宗     | 中书令                                             | 杭州新城 | 658年－662年 | 侍中                                                                 | 为太子少师、同东西台三品、知西台事                     |
| 刘祥道     | 兼右相                                             | 魏州观城 | 664年        | 司列太常伯                                                           | 罢为司礼太常伯                                         |
| 陆敦信     | 检校右相                                           | 苏州吴县 | 665年－666年 | 左侍极                                                               | 罢为大司成                                             |
| 刘仁轨     | 兼右相检校右中护                                   | 见上     | 666年－670年 | 大司宪兼知政事                                                       | 以金紫光禄大夫致仕                                     |
| 阎立本     | 守右相                                             | 京兆万年 | 668年－673年 | 司平太常伯                                                           | 薨                                                     |
| 郝处俊     | 中书令同中书门下三品                               | 安州安陆 | 675年－679年 | 中书侍郎、同中书门下三品                                             | 为侍中                                                 |
| 李敬玄     | 中书令同中书门下三品                               | 亳州谯县 | 676年－680年 | 吏部侍郎、同中书门下三品                                             | 贬为衡州刺史                                           |
| 薛元超     | 守中书令                                           | 蒲州汾阳 | 681年－683年 | 中书侍郎、同中书门下三品、检校太子左庶子                             | 罢                                                     |
| 崔知温     | 守中书令                                           | 许州鄢陵 | 681年－683年 | 黄门侍郎、同中书门下三品                                             | 薨                                                     |
| 中宗朝     |                                                    |          |              |                                                                      |                                                        |
| 裴炎       | 中书令                                             | 绛州闻喜 | 683年－684年 | 侍中、于东宫平章事                                                   | 被武则天所杀                                           |
| 睿宗朝     |                                                    |          |              |                                                                      |                                                        |
| 骞味道     | 检校内史同凤阁鸾台三品                             | 兰州金城 | 684年－685年 | 左肃政台御史大夫                                                     | 贬为青州刺史                                           |
| 裴居道     | 内史                                               | 绛州闻喜 | 685年－687年 | 秋官尚书、同凤阁鸾台三品                                             | 为纳言                                                 |
| 岑长倩     | 内史                                               | 见上     | 686年－690年 | 兵部尚书、同中书门下三品                                             | 为文昌右相、同三品                                     |
| 邢文伟     | 守内史                                             | 滁州全椒 | 690年        | 凤阁侍郎、同凤阁鸾台平章事                                           | 贬为珍州刺史                                           |
| 则天朝     |                                                    |          |              |                                                                      |                                                        |
| 豆卢钦望   | 守内史                                             | 见上     | 693年－694年 | 司宾卿                                                               | 贬为赵州刺史                                           |
| 李昭德     | 检校内史                                           | 京兆长安 | 694年        | 夏官侍郎、同凤阁鸾台平章事                                           | 为朔方道行军长史                                       |
| 王及善     | 内史                                               | 见上     | 697年－699年 | 前益州大都督府长史                                                   | 为文昌左相同平章事                                     |
| 武三思     | 检校内史                                           | 并州文水 | 698年－700年 | 前春官尚书、同凤阁鸾台三品                                           | 罢为特进、太子少保                                     |
| 狄仁杰     | 内史                                               | 并州阳曲 | 700年        | 检校纳言、河北道安抚大使                                             | 薨                                                     |
| 李峤       | 知内史事                                           | 赵州赞皇 | 704年        | 知纳言事                                                             | 罢为成均祭酒                                           |
| 李峤       | 守中书令                                           | 赵州赞皇 | 706年－709年 | 守吏部尚书、同中书门下三品                                           | 为特进、守兵部尚书、同中书门下三品                     |
| 杨再思     | 守内史                                             | 郑州原武 | 704－705年   | 左肃政台御史大夫                                                     | 为户部尚书同三品                                       |
| 杨再思     | 检校中书令                                         | 郑州原武 | 705年－709年 | 检校扬州大都督                                                       | 为尚书右仆射同三品                                     |
| 中宗复辟朝 |                                                    |          |              |                                                                      |                                                        |
| 崔玄暐     | 守内史                                             | 恒州井陉 | 705年        | 鸾台侍郎、兼检校太子右庶子、同凤阁鸾台平章事                         | 罢为博陵郡王                                           |
| 袁恕己     | 守中书令                                           | 沧州东光 | 705年        | 凤阁侍郎、同凤阁鸾台平章事                                           | 罢为南阳郡王                                           |
| 韦安石     | 中书令                                             | 京兆万年 | 705年－706年 | 吏部尚书、同中书门下三品                                             | 罢为户部尚书                                           |
| 韦安石     | 中书令                                             | 京兆万年 | 711年        | 侍中                                                                 | 为尚书左仆射同三品                                     |
| 魏元忠     | 中书令                                             | 见上     | 705年－707年 | 侍中                                                                 | 以特进致仕                                             |
| 宗楚客     | 中书令                                             | 蒲州河东 | 709年－710年 | 左卫将军、同三品                                                     | 为临淄王李隆基所诛                                     |
| 萧至忠     | 中书令                                             | 常州武进 | 709年－710年 | 守侍中                                                               | 贬为许州刺史                                           |
| 萧至忠     | 中书令                                             | 常州武进 | 710年        | 许州刺史                                                             | 贬为晋州刺史                                           |
| 萧至忠     | 中书令                                             | 常州武进 | 713年        | 吏部尚书                                                             | 自杀                                                   |
| 睿宗复辟朝 |                                                    |          |              |                                                                      |                                                        |
| 钟绍京     | 行中书令                                           | 虔州赣县 | 710年        | 中书侍郎、同中书门下三品                                             | 罢为户部尚书                                           |
| 韦嗣立     | 中书令                                             | 郑州阳武 | 710年        | 宋州刺史                                                             | 贬为许州刺史                                           |
| 姚崇       | 兼中书令                                           | 陕州硖石 | 710年－711年 | 兵部尚书兼太子左庶子、同中书门下三品                                 | 贬为申州刺史                                           |
| 姚崇       | 兼紫微令                                           | 陕州硖石 | 713年－716年 | 兵部尚书、同三品                                                     | 罢为开府仪同三司                                       |
| 玄宗朝     |                                                    |          |              |                                                                      |                                                        |
| 崔湜       | 检校中书令                                         | 定州安喜 | 712年－713年 | 中书侍郎、同中书门下三品                                             | 流放窦州                                               |
| 张说       | 检校中书令                                         | 见上     | 713年        | 尚书左丞                                                             | 贬为相州刺史                                           |
| 张说       | 兼中书令                                           | 见上     | 723年－726年 | 守兵部尚书同三品                                                     | 罢为尚书右丞相                                         |
| 张嘉贞     | 兼中书令                                           | 蒲州猗氏 | 720年－723年 | 守中书侍郎、同平章事                                                 | 贬为豳州刺史                                           |
| 萧嵩       | 兼中书令                                           | 常州武进 | 729年－733年 | 守兵部尚书、同平章事                                                 | 罢为尚书右丞相                                         |
| 张九龄     | 中书令                                             | 韶州曲江 | 733年－736年 | 中书侍郎、同平章事                                                   | 罢为尚书右丞相                                         |
| 李林甫     | 兼中书令                                           | 陇西成纪 | 736年－752年 | 户部尚书、同平章事                                                   | 卒                                                     |
| 杨国忠     | 右相兼文部尚书                                     | 蒲州永乐 | 752年－756年 | 御史大夫判度支事、剑南节度使                                         | 被杀于马嵬坡                                           |
| 崔圆       | 中书令                                             | 青州益都 | 757年－758年 | 门下侍郎、同平章事                                                   | 罢为太子少师                                           |
| 代宗朝     |                                                    |          |              |                                                                      |                                                        |
| 李辅国     | 司空兼中书令                                       | 不详     | 762年        | 天下兵马元帅行军司马、开府仪同三司                                   | 罢为博陆郡王，旋即被唐代宗派人刺杀                     |
| 德宗朝     |                                                    |          |              |                                                                      |                                                        |
| 李怀光     | 中书令、朔方邠宁同华陕虢河中晋绛慈隰行营兵马副元帅 | 渤海靺鞨 | 783年－784年 | 朔方节度使                                                           | 为太尉，不受，旋即叛唐                                 |
| 李晟       | 司徒、中书令                                       | 洮州临潭 | 784年－793年 | 京畿渭北商华行营兵马副元帅                                           | 薨                                                     |
| 浑瑊       | 检校司徒兼中书令                                   | 皋兰州   | 796年－799年 | 邠宁庆行营兵马副元帅                                                 | 薨                                                     |
| 宪宗朝     |                                                    |          |              |                                                                      |                                                        |
| 韩弘       | 守司徒兼中书令、同平章事、宣武节度使               | 滑州匡城 | 819年－822年 | 宣武节度使、守司徒兼侍中、同平章事                                   | 薨                                                     |
| 懿宗朝     |                                                    |          |              |                                                                      |                                                        |
| 白敏中     | 守司徒、中书令                                     | 并州太原 | 860年－861年 | 守司徒兼门下侍郎、同平章事                                           | 出为检校司徒兼中书令、凤翔节度使                       |
| 昭宗朝     |                                                    |          |              |                                                                      |                                                        |
| 韦昭度     | 太保兼中书令                                       | 京兆杜陵 | 888年        | 太保兼侍中                                                           | 出为检校太尉兼中书令、剑南西川节度使兼两川招抚制置等使 |

### 门下省长官
门下省的名称变化：
- 门下省（618年－662年）
- 东台（662年－671年）
- 门下省（671年－684年）
- 鸾台（684年－705年）
- 门下省（705年－713年）
- 黄门省（713年－720年）
- 门下省（720年－907年）

相应地，门下省长官在这些时期官职如下：
- 纳言（618年－620年）
- 侍中（620年－662年）
- 左相（662年－671年）
- 侍中（671年－684年）
- 纳言（684年－705年）
- 侍中（705年－713年）
- 黄门监（713年－720年）
- 侍中（720年－742年）
- 左相（742年－757年）
- 侍中（757年－907年）

担任门下省长官的有：
| 姓名       | 始任官职                                     | 籍贯     | 在职时间     | 前职                                                                         | 去向/备注                                            |
| 高祖朝     |                                              |          |              |                                                                              |                                                      |
| 刘文静     | 纳言                                         | 京兆武功 | 618年        | 相国府司马                                                                   | 战败除名                                             |
| 窦抗       | 兼纳言                                       | 岐州平陆 | 618年        | 将作大匠                                                                     | 罢为左武侯大将军                                     |
| 陈叔达     | 判纳言                                       | 湖州乌程 | 618年－626年 | 黄门侍郎                                                                     | 坐事免                                               |
| 裴矩       | 检校侍中                                     | 绛州闻喜 | 624年－625年 | 太子詹事                                                                     | 罢为判黄门侍郎                                       |
| 宇文士及   | 权检校侍中兼太子詹事                         | 见上     | 625年－626年 | 天策府司马                                                                   | 为中书令                                             |
| 齐王李元吉 | 侍中（加官）                                 | 陇西成纪 | 625年－626年 | 司空、并州大都督、隰州都督、稷州刺史                                         | 为秦王李世民所杀                                     |
| 太宗朝     |                                              |          |              |                                                                              |                                                      |
| 高士廉     | 侍中                                         | 见上     | 626年－627年 | 太子右庶子                                                                   | 贬为安州大都督                                       |
| 杜如晦     | 检校侍中摄吏部尚书                           | 见上     | 628年－629年 | 兵部尚书总监东宫兵马事                                                       | 为尚书右仆射                                         |
| 王         | 守侍中                                       | 并州祁县 | 628年－633年 | 黄门侍郎                                                                     | 贬为同州刺史                                         |
| 魏征       | 检校侍中                                     | 邢州巨鹿 | 632年－636年 | 秘书监、参豫朝政                                                             | 罢为特进、知门下省事、朝章国典、参议得失             |
| 杨师道     | 侍中                                         | 见上     | 636年－639年 | 太常卿                                                                       | 为中书令                                             |
| 刘洎       | 侍中                                         | 荆州江陵 | 644年－645年 | 黄门侍郎、参知政事                                                           | 赐死                                                 |
| 长孙无忌   | 司徒摄侍中                                   | 见上     | 645年－648年 | 司徒                                                                         | 为司徒、检校中书令、知尚书门下三省事                 |
| 张行成     | 兼侍中                                       | 见上     | 649年－651年 | 少詹事同掌机务                                                               | 为尚书右仆射                                         |
| 高宗朝     |                                              |          |              |                                                                              |                                                      |
| 高季辅     | 侍中                                         | 见上     | 651年－653年 | 兼中书令                                                                     | 薨                                                   |
| 宇文节     | 侍中                                         | 河南洛阳 | 652年－653年 | 黄门侍郎、同中书门下三品                                                     | 流放桂州                                             |
| 崔敦礼     | 侍中                                         | 见上     | 653年－655年 | 兵部尚书                                                                     | 为中书令                                             |
| 韩瑗       | 侍中                                         | 京兆三原 | 655年－657年 | 守黄门侍郎、同中书门下三品                                                   | 贬为振州刺史                                         |
| 许敬宗     | 侍中                                         | 见上     | 657年－658年 | 卫尉卿                                                                       | 为权检校中书令                                       |
| 辛茂将     | 兼侍中                                       | 兰州狄道 | 658年－659年 | 大理卿                                                                       | 薨                                                   |
| 许圉师     | 检校侍中                                     | 安州安陆 | 659年－662年 | 中书侍郎兼太子右庶子、同三品                                                 | 贬为虔州刺史                                         |
| 窦德玄     | 检校左相                                     | 河南洛阳 | 664年－666年 | 大司宪                                                                       | 薨                                                   |
| 姜恪       | 检校左相                                     | 秦州上邽 | 668年－672年 | 司戎太常伯、同东西台三品                                                     | 薨                                                   |
| 张文瓘     | 侍中                                         | 贝州武城 | 675年－678年 | 大理卿、同东西台三品                                                         | 薨                                                   |
| 郝处俊     | 侍中                                         | 安州安陆 | 679年－681年 | 中书令、太子左庶子、同中书门下三品                                           | 罢为太子少保                                         |
| 裴炎       | 侍中                                         | 见上     | 681年－683年 | 黄门侍郎、同中书门下三品                                                     | 为中书令                                             |
| 刘景先     | 守侍中                                       | 魏州观城 | 683年－684年 | 黄门侍郎、同中书门下平章事兼于东宫平章事                                     | 贬为辰州刺史                                         |
| 睿宗朝     |                                              |          |              |                                                                              |                                                      |
| 王德真     | 守侍中                                       | 京兆     | 684年－685年 | 检校豫王府长史、太常卿                                                       | 贬为同州刺史、流放象州                               |
| 苏良嗣     | 守纳言                                       | 见上     | 685年－686年 | 冬官尚书                                                                     | 为守文昌右相、同凤阁鸾台三品                         |
| 韦思谦     | 守纳言                                       | 郑州阳武 | 686年－687年 | 左肃政台御史大夫、同三品                                                     | 以太中大夫致仕                                       |
| 裴居道     | 纳言                                         | 见上     | 687年－690年 | 内史                                                                         | 下狱死                                               |
| 魏玄同     | 兼检校纳言                                   | 定州鼓城 | 687年－689年 | 地官尚书、同三品                                                             | 为武则天所杀                                         |
| 张光辅     | 守纳言                                       | 京兆长安 | 689年        | 凤阁侍郎、同平章事、诸军节度                                                 | 为武则天所杀                                         |
| 武承嗣     | 纳言                                         | 并州文水 | 689年－690年 | 天官尚书                                                                     | 为文昌左相、同三品                                   |
| 武攸宁     | 纳言                                         | 并州文水 | 690年－691年 | 凤阁侍郎                                                                     | 罢为左羽林卫大将军                                   |
| 武攸宁     | 守纳言                                       | 并州文水 | 691年－692年 | 左羽林卫大将军                                                               | 罢为冬官尚书                                         |
| 则天朝     |                                              |          |              |                                                                              |                                                      |
| 史务滋     | 守纳言                                       | 宣州溧阳 | 690年－691年 | 司宾卿                                                                       | 自杀                                                 |
| 宗秦客     | 检校纳言                                     | 蒲州解县 | 690年        | 凤阁侍郎                                                                     | 贬为遵化尉                                           |
| 欧阳通     | 司礼卿兼判纳言事                             | 潭州临湘 | 691年        | 夏官尚书                                                                     | 为武则天所杀                                         |
| 姚璹       | 守纳言                                       | 湖州武康 | 694年－697年 | 司宾少卿                                                                     | 罢为益州大都督府长史                                 |
| 娄师德     | 守纳言                                       | 郑州原武 | 697年－699年 | 清边道行军副大总管、安抚河北                                                 | 充陇右诸军大使                                       |
| 狄仁杰     | 兼纳言                                       | 见上     | 698年－700年 | 鸾台侍郎、同凤阁鸾台平章事                                                   | 为内史                                               |
| 李峤       | 知纳言事                                     | 见上     | 703年－704年 | 兼尚书左丞、同凤阁鸾台平章事                                                 | 为成均祭酒、同三品                                   |
| 韦安石     | 知纳言事                                     | 见上     | 704年－705年 | 鸾台侍郎、同三品、神都留守、判天官秋官二尚书事                               | 罢为守刑部尚书                                       |
| 韦安石     | 侍中                                         | 见上     | 709年－710年 | 特进                                                                         | 罢为太子少保                                         |
| 中宗复辟朝 |                                              |          |              |                                                                              |                                                      |
| 敬晖       | 纳言                                         | 绛州太平 | 705年        | 左羽林将军                                                                   | 罢为平阳郡王                                         |
| 桓彦范     | 纳言                                         | 润州曲阿 | 705年        | 检校左羽林将军                                                               | 罢为扶阳郡王                                         |
| 魏元忠     | 侍中                                         | 见上     | 705年        | 兵部尚书、同三品                                                             | 为中书令                                             |
| 杨再思     | 行侍中                                       | 见上     | 705年－707年 | 检校中书令                                                                   | 为中书令                                             |
| 苏瓌       | 侍中                                         | 京兆武功 | 706年－707年 | 户部尚书                                                                     | 罢为行吏部尚书                                       |
| 韦巨源     | 侍中                                         | 京兆万年 | 707年－709年 | 吏部尚书                                                                     | 为尚书左仆射、同三品                                 |
| 纪处讷     | 侍中                                         | 秦州上邽 | 707年－710年 | 太仆卿、同三品                                                               | 为临淄王李隆基所杀                                   |
| 萧至忠     | 守侍中                                       | 见上     | 709年        | 行中书侍郎、同三品                                                           | 为中书令                                             |
| 睿宗复辟朝 |                                              |          |              |                                                                              |                                                      |
| 李日知     | 守侍中                                       | 郑州荥阳 | 711年        | 黄门侍郎、同三品                                                             | 罢为户部尚书                                         |
| 窦怀贞     | 守侍中                                       | 京兆始平 | 711年        | 左台御史大夫、同中书门下平章事                                               | 罢为左台御史大夫                                     |
| 刘幽求     | 守侍中                                       | 冀州武强 | 711年－712年 | 吏部尚书                                                                     | 为守尚书左仆射、同三品                               |
| 刘幽求     | 尚兼侍中                                     | 冀州武强 | 713年        | 尚书右仆射、知军国重事                                                       | 罢为太子少师                                         |
| 岑羲       | 侍中                                         | 邓州棘阳 | 712年－713年 | 户部尚书、同中书门下三品                                                     | 为唐玄宗李隆基所杀                                   |
| 玄宗朝     |                                              |          |              |                                                                              |                                                      |
| 魏知古     | 守侍中                                       | 深州陆泽 | 712年－714年 | 户部尚书、同中书门下三品                                                     | 罢守工部尚书                                         |
| 卢怀慎     | 检校黄门监                                   | 滑州灵昌 | 714年－716年 | 黄门侍郎、同紫微黄门平章                                                     | 去官养疾                                             |
| 宋璟       | 吏部尚书兼黄门监                             | 邢州南和 | 716年－720年 | 刑部尚书                                                                     | 罢为开府仪同三司                                     |
| 源乾曜     | 侍中                                         | 相州临漳 | 720年－729年 | 黄门侍郎、同中书门下平章事                                                   | 罢为尚书左丞相                                       |
| 裴光庭     | 侍中                                         | 绛州闻喜 | 730年－733年 | 中书侍郎、兼御史大夫、同中书门下平章事                                       | 薨                                                   |
| 裴耀卿     | 侍中                                         | 绛州稷山 | 734年－736年 | 守黄门侍郎、兼御史大夫、同中书门下平章事                                     | 罢为尚书左丞相                                       |
| 牛仙客     | 守侍中                                       | 泾州鹑觚 | 738年－742年 | 守工部尚书、知门下省事、同中书门下三品                                       | 薨                                                   |
| 李适之     | 左相                                         | 陇西成纪 | 742年－746年 | 刑部侍郎                                                                     | 罢为太子少保                                         |
| 陈希烈     | 左相兼兵部尚书                               | 宋州宋城 | 747年－754年 | 门下侍郎、同中书门下平章事                                                   | 罢为太子太师                                         |
| 韦见素     | 左相                                         | 京兆万年 | 756年－757年 | 武部尚书、同中书门下平章事、知门下省事                                       | 罢为尚书左仆射                                       |
| 肃宗朝     |                                              |          |              |                                                                              |                                                      |
| 苗晋卿     | 左相                                         | 潞州壶关 | 757年        | 致仕宪部尚书                                                                 | 为中书侍郎、同中书门下平章事                         |
| 苗晋卿     | 行侍中                                       | 潞州壶关 | 757年－759年 | 中书侍郎、同中书门下平章事                                                   | 罢为太子太傅                                         |
| 苗晋卿     | 侍中                                         | 潞州壶关 | 760年－763年 | 太子太傅                                                                     | 罢为太子太保                                         |
| 代宗朝     |                                              |          |              |                                                                              |                                                      |
| 王缙       | 侍中、持节都统河南淮南淮西山南东道行营节度事 | 并州祁县 | 764年        | 黄门侍郎、同中书门下平章事                                                   | 罢，未几兼东都留守                                   |
| 德宗朝     |                                              |          |              |                                                                              |                                                      |
| 浑瑊       | 侍中                                         | 见上     | 784年－796年 | 朔方节度使、邠宁振武永平奉天行营兵马副元帅、检校尚书右仆射、同中书门下平章事 | 为兼中书令                                           |
| 马燧       | 兼侍中                                       | 汝州郏城 | 785年－795年 | 河东节度使、检校司徒、同平章事                                               | 薨                                                   |
| 僖宗朝     |                                              |          |              |                                                                              |                                                      |
| 王铎       | 兼侍中                                       | 并州太原 | 881年－882年 | 司徒兼门下侍郎、同平章事                                                     | 为诸道行营都统、兼指挥诸军兵马收复京城及诸道租庸等使 |
| 朱玫       | 侍中                                         | 邠州     | 886年        | 邠宁节度使、同平章事                                                         | 为王行瑜所杀                                         |
| 郑从谠     | 太傅兼侍中                                   | 郑州荥阳 | 886年－887年 | 司空、兼门下侍郎、同中书门下平章事                                           | 罢为太子太保                                         |
| 韦昭度     | 太保兼侍中                                   | 见上     | 887年－888年 | 司徒、门下侍郎、同中书门下平章事                                             | 为兼中书令                                           |
| 昭宗朝     |                                              |          |              |                                                                              |                                                      |
| 徐彦若     | 兼侍中、大明宫留守、京畿安抚制置使           | 河南偃师 | 896年－900年 | 司空兼门下侍郎、同中书门下平章事                                             | 为检校太尉、同平章事、清海军节度使                   |
| 崔胤       | 兼侍中                                       | 贝州武城 | 903年－904年 | 司空兼门下侍郎、同中书门下平章事、诸道盐铁转运等使                           | 罢为太子少傅、分司东都                               |

### 实质宰相

#### 正式化之前
| 姓名   | 始任官职                           | 籍贯     | 在职时间     | 前职           | 去向/备注          |
| 太宗朝 |                                    |          |              |                |                    |
| 杜淹   | 检校吏部尚书、参豫朝政             | 京兆杜陵 | 627年－628年 | 御史大夫       | 薨                 |
| 魏征   | 秘书监、参豫朝政                   | 见上     | 629年－632年 | 尚书右丞       | 为检校侍中         |
| 魏征   | 特进知门下省事、国朝典章、参议得失 | 见上     | 636年－642年 | 侍中           | 罢为太子太师       |
| 萧瑀   | 御史大夫、参议朝政                 | 见上     | 630年        | 太常卿         | 罢为太子少傅       |
| 萧瑀   | 特进、参豫朝政                     | 见上     | 635年－636年 | 特进           | 罢为岐州刺史       |
| 戴胄   | 检校吏部尚书、参豫朝政             | 相州安阳 | 630年－633年 | 民部尚书       | 薨                 |
| 侯君集 | 兵部尚书、参豫朝政                 | 邠州三水 | 630年－632年 | 右卫大将军     | 以丧罢             |
| 侯君集 | 兵部尚书、参豫朝政                 | 邠州三水 | 632年－643年 | 前兵部尚书     | 为唐太宗李世民所杀 |
| 李靖   | 三两日一至门下中书、平章政事       | 见上     | 634年        | 尚书右仆射     | 罢为特进           |
| 刘洎   | 黄门侍郎、参知政事                 | 见上     | 639年－644年 | 尚书左丞       | 为侍中             |
| 岑文本 | 中书侍郎、专典机密                 | 见上     | 642年－644年 | 中书舍人兼侍郎 | 为中书令           |

#### 第一级实质宰相
官职设立于643年。官职名随内史省、门下省的名称而不时变动，有：
- 同中书门下三品（643年－662年）
- 同东西台三品（662年－672年）
- 同中书门下三品（672年－684年）
- 同凤阁鸾台三品（684年－705年）
- 同中书门下三品（705年－713年）
- 同紫微黄门三品（713年－720年）
- 同中书门下三品（720年－738年）

| 姓名         | 始任官职                                             | 籍贯       | 在职时间     | 前职                                     | 去向/备注                |
| 太宗朝       |                                                      |            |              |                                          |                          |
| 萧瑀         | 太子太保、同中书门下三品                             | 见上       | 643年－646年 | 特进                                     | 贬为商州刺史             |
| 李世勣       | 特进、太子詹事、同三品                               | 见上       | 643年－649年 | 兵部尚书                                 | 贬为叠州都督             |
| 李世勣       | 开府仪同三司、同三品                                 | 见上       | 650年－670年 | 尚书左仆射、同三品                       | 薨                       |
| 高士廉       | 开府仪同三司、同三品、平章政事                       | 见上       | 643年－647年 | 尚书右仆射                               | 薨                       |
| 长孙无忌     | 太尉、同三品                                         | 见上       | 649年－659年 | 司徒、检校中书令、知尚书门下三省事       | 贬为扬州都督，黔州安置   |
| 高宗朝       |                                                      |            |              |                                          |                          |
| 宇文节       | 黄门侍郎、同三品                                     | 见上       | 651年－652年 | 黄门侍郎                                 | 为侍中                   |
| 柳奭         | 中书侍郎、同三品                                     | 见上       | 651年－652年 | 中书侍郎                                 | 为守中书令               |
| 高季辅       | 侍中、同三品                                         | 见上       | 651年－653年 | 兼中书令                                 | 薨                       |
| 于志宁       | 尚书左仆射、同三品                                   | 见上       | 651年－659年 | 兼中书令                                 | 免                       |
| 褚遂良       | 吏部尚书、同三品                                     | 见上       | 652年－655年 | 同州刺史                                 | 贬为潭州都督             |
| 韩瑗         | 守黄门侍郎、同三品                                   | 见上       | 652年－655年 | 兵部侍郎                                 | 为侍中                   |
| 来济         | 守中书侍郎、同三品                                   | 见上       | 652年－655年 | 守中书侍郎                               | 为中书令                 |
| 杜正伦       | 黄门侍郎、同三品                                     | 见上       | 656年－657年 | 户部侍郎                                 | 为兼中书令               |
| 崔敦礼       | 太子少师、同三品                                     | 见上       | 656年        | 侍中、检校太子詹事                       | 薨                       |
| 许圉师       | 兼检校太子左庶子、同三品                             | 见上       | 659年        | 守黄门侍郎                               | 为左散骑常侍、检校侍中   |
| 任雅相       | 兵部尚书、同三品                                     | 华州渭南   | 659年－662年 | 兵部尚书                                 | 薨                       |
| 李义府       | 兼吏部尚书、同三品                                   | 见上       | 659年－662年 | 普州刺史                                 | 以母丧罢                 |
| 李义府       | 兼吏部尚书、同三品                                   | 见上       | 662年－663年 | 前吏部尚书                               | 流放嶲州                 |
| 卢承庆       | 度支尚书、同三品                                     | 幽州范阳   | 659年－660年 | 度支尚书、参知政事                       | 免                       |
| 许敬宗       | 太子少师、同东西台三品、知西台事                     | 见上       | 662年－670年 | 右相                                     | 以特进致仕               |
| 上官仪       | 西台侍郎、同三品                                     | 陕州陕县   | 662年－665年 | 西台侍郎                                 | 为武则天所杀             |
| 乐彦玮       | 检校西台侍郎、同三品                                 | 京兆长安   | 665年        | 太子右中护                               | 罢                       |
| 孙处约       | 西台侍郎、同三品                                     | 汝州郏城   | 665年        | 西台侍郎                                 | 罢                       |
| 姜恪         | 司戎太常伯、同三品                                   | 见上       | 665年－668年 | 司戎太常伯                               | 为检校左相               |
| 杨弘武       | 西台侍郎、同三品                                     | 华州华阴   | 667年－668年 | 西台侍郎                                 | 薨                       |
| 戴至德       | 西台侍郎、同三品                                     | 见上       | 667年－675年 | 司戎太常伯                               | 为尚书右仆射             |
| 李安期       | 东台侍郎、同三品                                     | 定州安平   | 667年        | 东台侍郎                                 | 罢为荆州大都督长史       |
| 赵仁本       | 司列少常伯、同三品                                   | 陕州河北   | 667年－670年 | 司列少常伯                               | 罢为左肃机               |
| 张文瓘       | 东台侍郎、同三品                                     | 见上       | 669年－675年 | 东台舍人、参知政事                       | 为侍中                   |
| 李敬玄       | 西台侍郎、同三品                                     | 见上       | 669年－670年 | 右肃机                                   | 以丧免                   |
| 李敬玄       | 西台侍郎、同三品                                     | 见上       | 670年－676年 | 前西台侍郎                               | 为中书令                 |
| 郝处俊       | 东台侍郎、同三品                                     | 见上       | 669年－679年 | 东台侍郎                                 | 为侍中                   |
| 刘仁轨       | 太子左庶子、同三品                                   | 见上       | 672年－675年 | 陇州刺史                                 | 为尚书左仆射             |
| 刘仁轨       | 太子少傅、同三品                                     | 见上       | 681年－683年 | 尚书左仆射                               | 罢为尚书左仆射、京师留守 |
| 来恒         | 黄门侍郎、同中书门下三品                             | 扬州江都   | 676年－678年 | 黄门侍郎                                 | 薨                       |
| 薛元超       | 中书侍郎、同三品                                     | 见上       | 676年－681年 | 黄门侍郎                                 | 为守中书令               |
| 李义琰       | 中书侍郎、同三品                                     | 魏州昌乐   | 676年－683年 | 中书侍郎                                 | 以银青光禄大夫致仕       |
| 高智周       | 黄门侍郎、同三品                                     | 常州晋陵   | 676年－679年 | 黄门侍郎                                 | 罢为御史大夫             |
| 张大安       | 太子左庶子、同三品                                   | 魏州繁水   | 677年－680年 | 太子左庶子                               | 贬为普州刺史             |
| 王德真       | 中书侍郎、同三品                                     | 见上       | 680年        | 中书侍郎                                 | 罢为相王府长史           |
| 裴炎         | 黄门侍郎、同三品                                     | 见上       | 680年－681年 | 黄门侍郎                                 | 为侍中                   |
| 崔知温       | 黄门侍郎、同三品                                     | 见上       | 680年－681年 | 黄门侍郎                                 | 为守中书令               |
| 中宗朝       |                                                      |            |              |                                          |                          |
| 岑长倩       | 兵部尚书、同三品                                     | 见上       | 683年－686年 | 兵部侍郎、与中书门下同承受进止平章事     | 为内史                   |
| 岑长倩       | 文昌右相、同凤阁鸾台三品                             | 见上       | 690年－691年 | 内史                                     | 为武则天所杀             |
| 郭待举       | 左散骑常侍、同三品                                   | 许州颍川   | 683年－684年 | 检校太子右庶子、同平章事                 | 罢为太子左庶子           |
| 魏玄同       | 黄门侍郎、同三品                                     | 见上       | 683年－687年 | 吏部侍郎、与中书门下同承受进止平章事     | 为兼检校纳言             |
| 韦弘敏       | 太府卿、同三品                                       | 京兆杜陵   | 684年        | 左散骑常侍                               | 贬为汾州刺史             |
| 睿宗朝       |                                                      |            |              |                                          |                          |
| 刘祎之       | 中书侍郎、同三品                                     | 常州晋陵   | 684年－687年 | 中书侍郎、豫王府司马                     | 赐死                     |
| 武承嗣       | 太常卿、同三品                                       | 见上       | 684年        | 礼部尚书                                 | 罢为礼部尚书             |
| 武承嗣       | 礼部尚书、同凤阁鸾台三品                             | 见上       | 685年        | 礼部尚书                                 | 罢                       |
| 武承嗣       | 文昌左相、同三品                                     | 见上       | 690年－692年 | 纳言                                     | 罢为特进                 |
| 武承嗣       | 特进、同三品                                         | 见上       | 697年        | 特进                                     | 罢                       |
| 骞味道       | 检校内史、同三品                                     | 见上       | 684年－685年 | 左肃政台御史大夫                         | 贬为青州刺史             |
| 韦思谦       | 右肃政台御史大夫、同三品                             | 见上       | 685年－686年 | 右肃政台御史大夫                         | 为守纳言                 |
| 裴居道       | 秋官尚书、同三品                                     | 见上       | 685年        | 秋官尚书                                 | 为内史                   |
| 韦方质       | 守凤阁侍郎、同三品                                   | 京兆万年   | 685年－690年 | 守凤阁侍郎、同平章事                     | 流放儋州                 |
| 韦待价       | 天官尚书、同三品                                     | 见上       | 685年－686年 | 天官尚书                                 | 为守文昌右相             |
| 苏良嗣       | 守文昌左相、同三品                                   | 见上       | 686年－690年 | 守纳言                                   | 薨                       |
| 王本立       | 守左肃政台御史大夫、同三品                           | 不详       | 689年－690年 | 左肃政台御史大夫、同平章事               | 罢为地官尚书             |
| 则天朝       |                                                      |            |              |                                          |                          |
| 王孝杰       | 夏官尚书、武威道行军大总管、同三品                   | 京兆新丰   | 694年－696年 | 夏官尚书、武威道行军大总管               | 免                       |
| 武三思       | 春官尚书、同三品                                     | 见上       | 697年        | 春官尚书                                 | 罢                       |
| 武三思       | 司空、同三品                                         | 见上       | 705年        | 梁王                                     | 罢                       |
| 豆卢钦望     | 文昌右相、同三品                                     | 见上       | 697年－698年 | 太子宫尹                                 | 罢为太子宾客             |
| 豆卢钦望     | 文昌右相、同三品                                     | 见上       | 699年－700年 | 太子宫尹                                 | 罢为太子宾客             |
| 武攸宁       | 夏官尚书、同三品                                     | 并州文水   | 698年－699年 | 夏官尚书                                 | 罢为冬官尚书             |
| 魏元忠       | 左肃政台御史大夫兼牧群大使、灵武道行军大总管、同三品 | 见上       | 701年－703年 | 左肃政台御史大夫、灵武道行军大总管       | 贬为高要尉               |
| 魏元忠       | 兵部尚书、同中书门下三品                             | 见上       | 705年        | 卫尉卿、同平章事                         | 为中书令                 |
| 苏味道       | 凤阁侍郎、同三品                                     | 见上       | 702年－704年 | 凤阁侍郎、同平章事                       | 罢为冬官尚书             |
| 李迥秀       | 右奉宸内供奉、同三品                                 | 京兆泾阳   | 702年－704年 | 右奉宸内供奉、同平章事                   | 贬为卢州刺史             |
| 韦安石       | 守鸾台侍郎、检校太子左庶子、同三品                   | 见上       | 702年－704年 | 守鸾台侍郎、检校太子左庶子、同平章事     | 为知纳言事               |
| 韦安石       | 吏部尚书、同中书门下三品                             | 见上       | 705年        | 守刑部尚书                               | 为兼检校中书令           |
| 韦安石       | 尚书左仆射、同三品                                   | 见上       | 711年        | 中书令、开府仪同三司                     | 罢为特进                 |
| 韦嗣立       | 凤阁侍郎、同三品                                     | 见上       | 704年        | 天官侍郎                                 | 罢为成均祭酒             |
| 韦嗣立       | 兵部尚书、同中书门下三品                             | 见上       | 709年－710年 | 太府卿                                   | 贬为宋州刺史             |
| 李峤         | 成均祭酒、同三品                                     | 见上       | 704年        | 知纳言事                                 | 罢为地官尚书、监修国史   |
| 李峤         | 守吏部尚书、同中书门下三品                           | 见上       | 706年        | 守吏部尚书                               | 为守中书令               |
| 李峤         | 特进、守兵部尚书、同中书门下三品                     | 见上       | 709年－710年 | 中书令                                   | 贬为怀州刺史             |
| 姚元崇       | 相王府长史知夏官尚书、同三品                         | 见上       | 704年－705年 | 相王府长史知夏官尚书事、同凤阁鸾台平章事 | 贬为亳州刺史             |
| 姚元崇       | 兵部尚书、同中书门下三品                             | 见上       | 710年        | 许州刺史                                 | 为兼中书令               |
| 姚元崇       | 兵部尚书、同中书门下三品                             | 见上       | 713年        | 同州刺史                                 | 为紫微令                 |
| 中宗复辟朝   |                                                      |            |              |                                          |                          |
| 安国相王李旦 | 太尉、同凤阁鸾台三品                                 | 陇西成纪   | 705年        | 安国相王                                 | 辞                       |
| 张柬之       | 天官尚书、同凤阁鸾台三品                             | 见上       | 705年        | 判秋官侍郎、同凤阁鸾台平章事             | 为中书令、同三品         |
| 袁恕己       | 凤阁侍郎、同凤阁鸾台三品                             | 见上       | 705年        | 凤阁侍郎、同凤阁鸾台平章事               | 为守中书令               |
| 杨再思       | 户部尚书、同凤阁鸾台三品                             | 见上       | 705年        | 左肃政台御史大夫                         | 为检校中书令             |
| 杨再思       | 尚书右仆射、同中书门下三品                           | 见上       | 709年        | 中书令                                   | 薨                       |
| 祝钦明       | 太子少詹事、同中书门下三品                           | 京兆始平   | 705年－706年 | 太子少詹事                               | 贬为申州刺史             |
| 李怀远       | 左散骑常侍、兵部尚书、同中书门下三品                 | 邢州柏仁   | 705年－706年 | 太子少詹事                               | 致仕                     |
| 李怀远       | 左散骑常侍、同中书门下三品                           | 邢州柏仁   | 706年        | 致仕左散骑常侍                           | 薨                       |
| 唐休璟       | 辅国大将军、同中书门下三品                           | 见上       | 705年        | 夏官尚书、检校凉州都督                   | 为尚书左仆射、同平章事   |
| 唐休璟       | 太子少师、同中书门下三品                             | 见上       | 709年－710年 | 致仕尚书左仆射                           | 薨                       |
| 韦巨源       | 太子宾客、同中书门下三品                             | 见上       | 705年        | 太子宾客                                 | 罢为礼部尚书             |
| 韦巨源       | 守刑部尚书、同中书门下三品                           | 见上       | 706年－707年 | 礼部尚书                                 | 为侍中                   |
| 韦巨源       | 尚书左仆射、同三品                                   | 见上       | 709年－710年 | 侍中                                     | 死于唐隆政变             |
| 宗楚客       | 左卫将军、同中书门下三品                             | 见上       | 707年－709年 | 行兵部尚书                               | 为中书令                 |
| 纪处讷       | 太府卿、同中书门下三品                               | 见上       | 707年        | 兼太府卿                                 | 为侍中                   |
| 萧至忠       | 黄门侍郎、同中书门下三品                             | 见上       | 707年－709年 | 吏部侍郎                                 | 为守侍中                 |
| 张仁愿       | 左屯卫大将军、朔方道行军大总管、同中书门下三品       | 华州下邽   | 708年－710年 | 左屯卫大将军、朔方道行军大总管           | 罢为左卫大将军           |
| 韦温         | 太子少保、同中书门下三品                             | 京兆万年   | 709年－710年 | 礼部尚书                                 | 为临淄王李隆基所杀       |
| 苏瓌         | 尚书右仆射、同中书门下三品                           | 见上       | 709年－710年 | 侍中                                     | 罢为太子少傅             |
| 张锡         | 工部尚书、同中书门下三品                             | 贝州东武城 | 710年        | 工部尚书                                 | 贬为绛州刺史             |
| 裴谈         | 刑部尚书、同中书门下三品                             | 蒲州解县   | 710年        | 刑部尚书                                 | 罢为蒲州刺史             |
| 睿宗复辟朝   |                                                      |            |              |                                          |                          |
| 钟绍京       | 中书侍郎、同中书门下三品                             | 见上       | 710年        | 中书侍郎、参豫机务                       | 为中书令                 |
| 平王李隆基   | 殿中监、兼摄左右万骑、同中书门下三品                 | 陇西成纪   | 710年        | 殿中监兼摄左右万骑                       | 为皇太子                 |
| 李日知       | 黄门侍郎、同中书门下三品                             | 见上       | 710年－711年 | 黄门侍郎                                 | 为侍中                   |
| 宋璟         | 检校吏部尚书、兼太子右庶子、同中书门下三品           | 见上       | 710年－711年 | 洛州大都督府长史                         | 贬为楚州刺史             |
| 魏知古       | 中书侍郎、同中书门下三品                             | 见上       | 711年－712年 | 右散骑常侍                               | 为守侍中                 |
| 崔湜         | 中书侍郎、同中书门下三品                             | 见上       | 711年－712年 | 太子詹事                                 | 为检校中书令             |
| 陆象先       | 中书侍郎、同中书门下三品                             | 苏州吴县   | 712年－713年 | 中书侍郎、同中书门下平章事               | 罢为益州大都督府长史     |
| 窦怀贞       | 守尚书左仆射、同中书门下三品                         | 见上       | 712年－713年 | 尚书右仆射、军国重事宜共平章             | 自杀                     |
| 岑羲         | 户部尚书、同中书门下三品                             | 见上       | 712年        | 户部尚书                                 | 为侍中                   |
| 玄宗朝       |                                                      |            |              |                                          |                          |
| 刘幽求       | 守尚书右仆射、同中书门下三品                         | 见上       | 712年        | 侍中                                     | 流放封州                 |
| 刘幽求       | 尚书右仆射、同三品                                   | 见上       | 713年        | 尚书右仆射、知军国重事                   | 罢为太子少师             |
| 郭元振       | 兵部尚书、同中书门下三品                             | 并州阳曲   | 713年        | 兵部尚书                                 | 流放新州                 |
| 薛讷         | 和戎大武诸军节度使、同紫微黄门三品                   | 绛州万泉   | 714年        | 和戎大武诸军节度使                       | 战败除名                 |
| 张说         | 守兵部尚书、同紫微黄门三品                           | 见上       | 721年－723年 | 天兵军节度使                             | 为兼中书令               |
| 王晙         | 兵部尚书、同紫微黄门三品                             | 沧州景城   | 723年        | 吏部尚书兼太原尹                         | 贬为蕲州刺史             |
| 李林甫       | 礼部尚书、同紫微黄门三品                             | 见上       | 734年－736年 | 黄门侍郎                                 | 为兼中书令               |
| 牛仙客       | 守工部尚书、同紫微黄门三品                           | 见上       | 736年－738年 | 朔方节度使                               | 为守侍中                 |
| 肃宗朝       |                                                      |            |              |                                          |                          |
| 李麟         | 宪部部尚书、同三品                                   | 陇西成纪   | 757-758      | 宪部部尚书、同平章事                     | 罢为太子少师             |
| 吕𬤇         | 黄门侍郎、勾当度支使、同中书门下三品                 | 蒲州河东   | 760          | 黄门侍郎、勾当度支使、同中书门下平章事   | 罢为太子宾客             |

#### 第二级实质宰相
官职设立于682年。官职名随内史省、门下省的名称而不时变动，有：
- 同中书门下平章事（682年－684年）
- 同凤阁鸾台平章事（684年－705年）
- 同中书门下平章事（705年－713年）
- 同紫微黄门平章事（713年－720年）
- 同中书门下平章事（720年－907年）

常被简称作同平章事。
- 郭待举（682年－683年）
- 岑长倩（682年－683年）
- 郭正一（682年－683年）
- 魏玄同（682年－683年）
- 刘景先（682年－683年）
- 李景谌（684年）
- 沈君谅（684年－685年）
- 崔詧（684年－685年）
- 韦方质（684年－685年）
- 张光辅（687年－689年）
- 骞味道（688年）
- 王本立（688年－689年）
- 范履冰（689年－690年）
- 邢文伟（689年－690年）
- 傅游艺（690年－691年）
- 乐思晦（691年）
- 任知古（691年－692年）
- 格辅元（691年）
- 裴行本（691年－692年）
- 狄仁杰（691年－692年、697年[14]－698年）
- 杨执柔（692年）
- 李游道（692年）
- 袁智弘（692年）
- 崔神基（692年）
- 崔元综（692年－694年）
- 李昭德（692年－694年）
- 姚璹（692年）
- 李元素（692年、694年－696年）
- 王璿（692年）
- 娄师德（693年－696年、697年）
- 韦巨源（693年－694年）
- 陆元方（693年－694年、699年－700年[14]）
- 苏味道（694年－694年、698年－704年）
- 韦什方（694年）
- 杨再思（694年－699年）
- 杜景佺（694年、697年－698年）
- 周允元（694年－695年）
- 孙元亨（696年－696年）
- 王方庆（696年－698年）
- 李道广（696年－698年）
- 宗楚客（697年－698年、704年）
- 豆卢钦望（697年－698年、705年－709年）
- 姚元崇（698年－704年）
- 李峤（698年－700年、703年）
- 吉顼（699年－700年）
- 魏元忠（699年－701年）
- 王及善（699年）
- 张锡（700年－701年）
- 韦安石（700年－704年）
- 李怀远（701年）
- 顾琮（701年－702年）
- 李迥秀（701年－702年）
- 朱敬则（703年－704年）
- 唐休璟（703年－705年）
- 崔玄暐（704年－705年）
- 张柬之（704年－705年）
- 房融（704年－705年）
- 韦承庆（704年－705年）
- 袁恕己（705年）
- 于惟谦（706年－707年）
- 崔湜（709年、710年）
- 赵彦昭（709年－710年）
- 郑愔（709年）
- 岑羲（710年）
- 张嘉福（710年）
- 郭元振（711年）
- 张说（711年）
- 窦怀贞（711年）
- 陆象先（711年－712年）
- 卢怀慎（713年－715年）
- 源乾曜（716年、720年）
- 苏颋（716年－720年）
- 张嘉贞（720年）
- 李元纮（726年－729年）
- 杜暹（726年－729年）
- 萧嵩（728年－729年）
- 裴光庭（729年－730年）
- 宇文融（729年）
- 张九龄（733年）
- 韩休（733年）
- 陈希烈（746年－747年）
- 韦见素（754年－757年）
- 崔圆（756年－757年）
- 房琯（756年－757年）
- 裴冕（756年－757年、769年）
- 崔涣（756年－757年）
- 李麟（756年－757年）
- 张镐（757年－758年）
- 苗晋卿（757年）
- 王玙（758年－759年）
- 吕諲（759年、759年－760年）
- 李岘（759年、763年－764年）
- 李揆（759年－761年）
- 第五琦（759年）
- 萧华（761年－762年）
- 裴遵庆（761年－763年）
- 元载（762年－777年）
- 刘晏（763年－764年）
- 王缙（764年－777年）
- 杜鸿渐（764年－769年）
- 杨绾（777年）
- 常衮（777年－779年）
- 李忠臣（779年－784年）[16]
- 崔祐甫（779年－780年）
- 乔琳（779年）
- 杨炎（779年－781年）
- 卢杞（781年－783年）
- 张镒（781年－782年）
- 关播（782年－784年）
- 萧复（783年－784年）
- 刘从一（783年－785年）
- 姜公辅（783年－784年）
- 卢翰（784年－786年）
- 李勉（784年－786年）
- 张延赏（785年、787年）
- 刘滋（786年－787年）
- 崔造（786年）
- 齐映（786年－787年）
- 韩滉（786年－787年）[17]
- 柳浑（787年）
- 李泌（787年－789年）
- 窦参（789年－792年）
- 董晋（789年－793年）
- 赵憬（792年－796年）
- 陆贽（792年－794年）
- 贾耽（793年－805年）
- 卢迈（793年－797年）
- 崔损（796年－803年）
- 赵宗儒（796年－798年）
- 郑余庆（798年－800年、805年－806年）
- 齐抗（800年－803年）
- 杜佑（803年－812年）
- 高郢（803年－805年）
- 郑珣瑜（803年－805年）
- 韦执谊（805年）
- 杜黄裳（805年－807年）
- 袁滋（805年）
- 郑絪（805年－809年）
- 武元衡（807年、813年－815年）
- 李吉甫（807年－808年、811年－814年）
- 于頔（808年－813年）
- 裴垍（808年－810年）
- 李藩（809年－811年）
- 权德舆（810年－813年）
- 李绛（811年－814年）
- 张弘靖（814年－816年）
- 韦贯之（814年－816年）
- 裴度（815年－819年、822年、826年－830年）
- 李逢吉（816年－817年、822年－826年）
- 王涯（816年－818年、833年－835年）
- 崔群（817年－819年）
- 李鄘（817年－818年）
- 李夷简（818年）
- 皇甫镈（818年－820年）
- 程异（818年－819年）
- 令狐楚（819年－820年）
- 萧俛（820年－821年）
- 段文昌（820年－821年）
- 崔植（820年－822年）
- 杜元颖（821年－823年）
- 王播（821年－822年、827年－830年）
- 元稹（822年）
- 牛僧孺（823年－825年、830年－832年）
- 李程（824年－826年）
- 窦易直（824年－828年）
- 韦处厚（826年－828年）
- 路随（828年－835年）
- 李宗闵（829年－833年、834年－835年）
- 宋申锡（830年－831年）
- 李德裕（833年－834年、840年－846年）
- 贾餗（835年）
- 李固言（835年、836年－837年）
- 舒元舆（835年）
- 李训（835年）
- 郑覃（835年－839年）
- 李石（835年－838年）
- 陈夷行（837年－839年、841年－842年）
- 杨嗣复（838年－840年）
- 李珏（838年－840年）
- 崔郸（839年－841年）
- 崔珙（840年－843年）
- 李绅（842年－844年）
- 李让夷（842年－846年）
- 崔铉（843年－845年、849年－855年）
- 杜悰（844年－845年、861年－863年）
- 李回（845年－846年）
- 郑肃（845年－846年）
- 白敏中（846年－851年）
- 卢商（846年－847年）
- 崔元式（847年－848年）
- 韦琮（847年－848年）
- 马植（848年－849年）
- 周墀（848年－849年）
- 魏扶（849年－850年）
- 崔龟从（850年－851年）
- 令狐绹（850年－859年）
- 魏谟（851年－857年）
- 裴休（852年－856年）
- 郑朗（856年－857年）
- 崔慎由（856年－858年）
- 萧邺（857年－859年）
- 刘瑑（858年）
- 夏侯孜（858年－860年、862年－864年）
- 蒋伸（858年－862年）
- 杜审权（859年－863年）
- 毕諴（860年－863年）
- 杨收（863年－866年）
- 曹确（863年－870年）
- 萧寘（864年－865年）
- 路岩（864年－871年）
- 高璩（865年）
- 徐商（865年－869年）
- 于琮（867年－872年）
- 刘瞻（869年－870年、874年）
- 韦保衡（870年－873年）
- 王铎（870年－873年、877年－879年）
- 刘邺（871年－874年）
- 赵隐（872年－874年）
- 萧仿（873年－875年）
- 裴坦（874年）
- 崔彦昭（874年－877年）
- 郑畋（874年－878年、882年－883年[18]）
- 卢携（874年－878年、879年－880年）
- 李蔚（875年－878年）
- 豆卢瑑（878年－880年）
- 崔沆（878年－880年）
- 郑从谠（878年－880年、883年－886年）
- 王徽（880年－881年）
- 裴澈（880年－881年、883年－887年[19]）
- 萧遘（881年－887年[20]）
- 郑昌图（886年[21]）
- 韦昭度（881年－887年、893年－895年）
- 孔纬（886年－891年、895年）
- 杜让能（886年－893年）
- 张濬（887年－891年）
- 刘崇望（889年－892年）
- 崔昭纬（891年－895年）
- 徐彦若（891年－893年、894年－900年）
- 郑延昌（892年－894年）
- 崔胤（893年－895年、895年－896年、896年－899年、900年－901年、903年－904年）
- 郑綮（894年）
- 李磎（894年、895年）
- 陆希声（895年）
- 王摶（895年－896年、896年－900年）
- 孙偓（895年－897年）
- 陆扆（896年、899年－903年）
- 朱朴（896年－897年）
- 崔远（896年－900年、904年－905年）
- 裴贽（900年－903年）
- 王溥（901年－903年）
- 裴枢（901年、903年－905年）
- 韦贻范（902年、902年）
- 苏检（902年－903年）
- 独孤损（903年－905年）
- 柳璨（904年－905年）
- 张文蔚（905年－907年）
- 杨涉（905年－907年）

#### 第三级实质宰相
此官职作为正式化前官职的变体重现，甚至在第一级和第二级实质宰相官职正式化后，但直到开元元年（713年）后才正式重现。官职为知军国重事的刘幽求为最后一个以宰相衔变体为正式头衔的，尽管大和四年（830年）裴度曾短暂为平章军国重事。唐末，乾宁二年（895年）李知柔被短暂临时受任掌管中书省事务，授权知中书事，因而也被认为宰相并列入《新唐书·宰相表》；类似地，卢光启也被授两个类似的官衔权句当中书事、参知机务。
- 张亮（643年－646年）（参豫朝政）
- 褚遂良（644年－647年、648年）（参豫朝政）
- 许敬宗（645年）[22]（同掌机务）
- 高季辅（645年）[22]（同掌机务）
- 张行成（645年）[22]（同掌机务）
- 崔仁师（648年）（参知机务）
- 李义府（655年－657年）（参知政事）
- 卢承庆（659年）（参知政事）
- 乐彦玮（665年）（知军国政事）
- 孙处约（665年）（知军国政事）
- 刘仁轨（665年－666年）（知政事）
- 张文瓘（667年－669年）（参知政事）
- 李旦（710年）（参谋政事）
- 刘幽求（710年－711年（参豫机务）、713年（知军国重事））
- 钟绍京（710年）（参豫机务）
- 薛稷（710年）（参豫机务）
- 崔日用（710年）（参豫机务）
- 窦怀贞（712年）（军国重事宜共平章）
- 裴度（830年）（平章军国重事）
- 李知柔（895年）（权知中书事）
- 卢光启（901年（权句当中书事）、901年-902年（参知机务））